# Izabela Textorisová

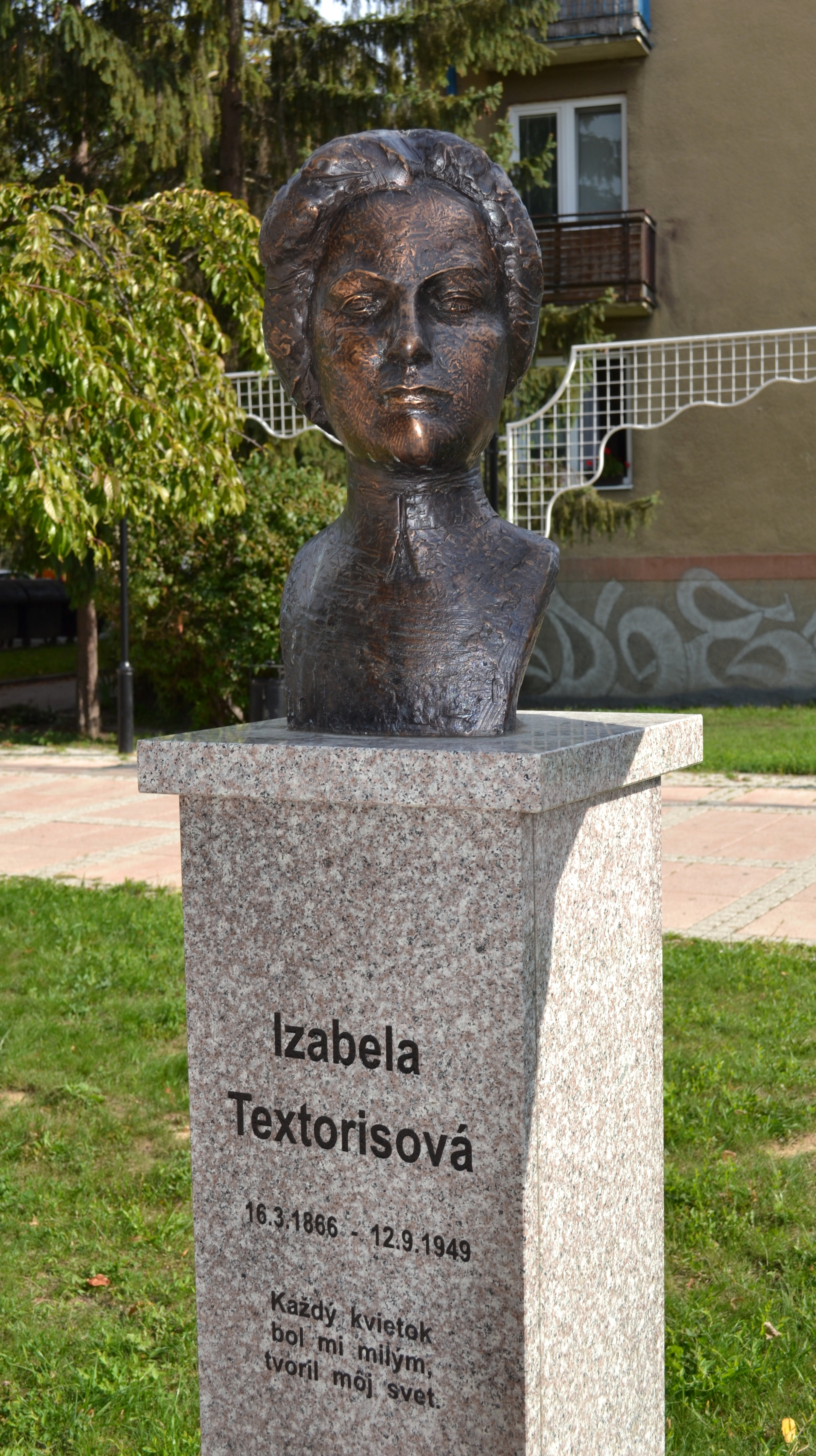
Popiersie I. Textorisovej w Rymawskiej Sobocie

Izabela Textorisová (ur. 16 marca 1866 w Ratkovej, zm. 12 września 1949 w Krupinie) – słowacka urzędniczka pocztowa, pierwsza kobieta-botanik wśród Słowaków.

## Życiorys
Urodziła się w rodzinie skromnego adwokata. Po skończeniu szóstej klasy szkoły podstawowej w 1877 r. przerwała naukę. Dalej kształciła się już tylko jako samouk. Chciała zostać nauczycielką, jednak po krótkim epizodzie pracy w tym zawodzie w miejscowościach Belá i Telgárt uległa namowie rodziców i w 1886 r. zdała w Revucy egzamin na królewskiego, państwowego urzędnika pocztowego. W tym samym roku 6 maja podjęła pracę w nowo utworzonym urzędzie pocztowym w Blatnicy w Turcu, w którym pełniła służbę (później jako kierownik) do 1949 r. Miała cztery siostry: Margitę, Olgę, Jolanę i Almę. Nigdy nie wyszła za mąż.
W 1981 r. prochy I. Textorisovej zostały przewiezione na Cmentarz Narodowy (słow. Národný cintorín) w Martinie.

## Działalność naukowa
Od dzieciństwa interesowała się przyrodą. Podstawy botaniki przekazał jej nauczyciel ze szkoły podstawowej, Václav Vraný. To on namówił młodą botaniczkę, by do tworzenia zielnika zamówiła w drukarni specjalne arkusze z nagłówkiem „Herbarium Textoris”. Do pogłębiania wiedzy w tym zakresie zachęcił Textorisovą słowacki przyrodnik Andrej Kmeť.
Zajmowała się głównie florą Turca i otaczających ją gór: Małej i Wielkiej Fatry. Podczas systematycznego studiowania flory Dolin Blatnickiej i Gaderskiej w Wielkiej Fatrze podała szereg gatunków roślin dotychczas stamtąd niewymienianych, jak wawrzynek główkowy, cyklamen fatrzański czy szarotka alpejska. Podczas swej pracy używała jedynie lupy oraz kilku czeskich, węgierskich i niemieckich dzieł botanicznych. Egzemplarzami roślin do zbiorów zielnikowych regularnie wymieniała się z Jozefem Ľudovítem Holubym, który weryfikował jej oznaczenia roślin i pomagał oznaczać szczególnie trudne gatunki. Swoje prace publikowała w kilku fachowych czasopismach, w większości jednak pod pseudonimem. W 1913 r. w węgierskim czasopiśmie Botanikai Kozleményiek opublikowała artykuł Floristické údaje z Turčianskej stolice, w którym wymieniła ponad 100 gatunków roślin, dotąd nienotowanych z terenów Turca. W 1930 r. napisała monografię O turčianskej flóre, która pozostała w rękopisie.
Z domu rodzinnego oprócz języka słowackiego wyniosła również znajomość języków węgierskiego i niemieckiego. Jako samouk poznała język rosyjski tak dobrze, że w oryginale przeczytała m.in. całą twórczość swego ulubionego pisarza – Lermontowa. Poznała język łaciński, niezbędny w nomenklaturze botanicznej, a także podstawy angielskiego, francuskiego, włoskiego i rumuńskiego. Umożliwiło jej to wymianę korespondencji z wieloma europejskimi botanikami. Wśród nich byli m.in. wybitni botanicy węgierscy: Vincent Borbás, Sándor Jávorek, Árpád Degen i Antal Margittai. Z pozostawionego przez nią obszernego zielnika (Herbarium Textoris, ok. 5 tys. pozycji), znajdującego się obecnie w Katedrze Botaniki Wydziału Przyrodniczego Uniwersytetu Komeńskiego w Bratysławie, do dziś korzystają studenci i naukowcy.

## Pamięć I. Textorisovej
Znany węgierski botanik – systematyk, Antal Margittai, uwiecznił I. Textorisovą, nazywając nowy gatunek ostu, który odkryła ona w 1893 r. w masywie Tlstej w Wielkiej Fatrze, nazwą Carduus textorisianus Marg. Nazwiskiem I. Textorisovej nazwano także jedną z jaskiń w masywie Tlstej.
Z okazji 100 rocznicy urodzin Textorisovej 6 marca 1966 r. odsłonięto w Blatnicy poświęconą jej tablicę, której autorem jest artysta rzeźbiarz Fraňo Štefunko. W 1987 r. otwarto w tej miejscowości skromną izbę pamięci I. Textorisovej.
3 maja 1996 r. z okazji 110 rocznicy otwarcia poczty w Blatnicy i 130 rocznicy urodzin Textorisovej Poczta Słowacka wprowadziła do obiegu dwa znaczki pocztowe o nominałach po 8 Sk w postaci dwuznaczkowej całostki (autorzy: Jozef Baláž, Martin Činovský i František Horniak). Na jednym z nich jest podobizna botaniczki, na drugim – przedstawienie odkrytego przez nią gatunku ostu Carduus textorisianus Marg.
Nazwisko Textorisovej upamiętniono również w nazwie planetoidy (30252) Textorisová (2000 HE24), odkrytej 30 kwietnia 2000 r. przez słowackiego astronoma Petra Kušniráka.